# Aleuritopteris rufa
Aleuritopteris rufa är en kantbräkenväxtart som först beskrevs av David Don, och fick sitt nu gällande namn av Ren-Chang Ching. Aleuritopteris rufa ingår i släktet Aleuritopteris och familjen Pteridaceae. Inga underarter finns listade.